# Paraguayische Fußballnationalmannschaft (U-20-Männer)
Die paraguayische U-20-Fußballnationalmannschaft ist eine Auswahlmannschaft paraguayischer Fußballspieler. Sie unterliegt der Asociación Paraguaya de Fútbol und repräsentiert sie international auf U-20-Ebene, etwa in Freundschaftsspielen gegen die Auswahlmannschaften anderer nationaler Verbände oder bei der U-20-Südamerikameisterschaft und der U-20-Weltmeisterschaft.
Die Mannschaft wurde 1971 Südamerikameister sowie 1964, 1967, 1985, 2009 und 2013 Vize-Südamerikameister.
Das beste Ergebnis bei einer Weltmeisterschaft war der vierte Platz bei der WM 2001 in Argentinien. Bereits 1979 erreichte man in Japan das Viertelfinale.

## Teilnahme an U-20-Fußball-Weltmeisterschaften
| 1977 | Vorrunde           |
| 1979 | Viertelfinale      |
| 1981 | nicht qualifiziert |
| 1983 | nicht qualifiziert |
| 1985 | Vorrunde           |
| 1987 | nicht qualifiziert |
| 1989 | nicht qualifiziert |
| 1991 | nicht qualifiziert |
| 1993 | nicht qualifiziert |
| 1995 | nicht qualifiziert |
| 1997 | Vorrunde           |
| 1999 | Achtelfinale       |
| 2001 | 4. Platz           |
| 2003 | Achtelfinale       |
| 2005 | nicht qualifiziert |
| 2007 | nicht qualifiziert |
| 2009 | Achtelfinale       |
| 2011 | nicht qualifiziert |
| 2013 | Achtelfinale       |
| 2015 | nicht qualifiziert |
| 2017 | nicht qualifiziert |
| 2019 | nicht qualifiziert |
| 2023 | nicht qualifiziert |

## Teilnahme an U-20-Fußball-Südamerikameisterschaften
| 1954 | Vorrunde           |
| 1958 | 5. Platz           |
| 1964 | 2. Platz           |
| 1967 | 2. Platz           |
| 1971 | Sieger             |
| 1974 | 3. Platz           |
| 1975 | nicht teilgenommen |
| 1977 | 3. Platz           |
| 1979 | 3. Platz           |
| 1981 | Vorrunde           |
| 1983 | Vorrunde           |
| 1985 | 2. Platz           |
| 1987 | Vorrunde           |
| 1988 | 4. Platz           |
| 1991 | 4. Platz           |
| 1992 | Vorrunde           |
| 1995 | Vorrunde           |
| 1997 | 3. Platz           |
| 1999 | 4. Platz           |
| 2001 | 3. Platz           |
| 2003 | 3. Platz           |
| 2005 | Vorrunde           |
| 2007 | 5. Platz           |
| 2009 | 2. Platz           |
| 2011 | Vorrunde           |
| 2013 | 2. Platz           |
| 2015 | 6. Platz           |
| 2017 | Vorrunde           |
| 2019 | 6. Platz           |
| 2023 | Vorrunde           |
| 2025 | 4. Platz           |

## Trainer
- Víctor Genés (2012–2013, 2015)[1][2]
- Gustavo Morínigo (2015–2016)
- Pedro Sarabia (2016–2017)[3]

## Bekannte ehemalige Spieler
- Juan Bautista Agüero
- Salvador Cabañas
- Paulo da Silva
- Julio César Romero
- Roque Santa Cruz
- Justo Villar